# Rock Island megye
Rock Island megye az Amerikai Egyesült Államokban, azon belül Illinois államban található. Megyeszékhelye Rock Island, legnagyobb városa Moline. Lakosainak száma 144 672 fő (2020. április 1.). Rock Island megye Clinton, Mercer, Muscatine, Henry, Whiteside, Scott és Louisa megyékkel határos.

## Népesség
A megye népességének változása:
| Lakosok száma | 147 645 | 147 418 | 147 514 | 147 258 | 146 133 | 144 672 |
|               | 2010    | 2011    | 2012    | 2013    | 2015    | 2020    |